# Thalassoma duperrey

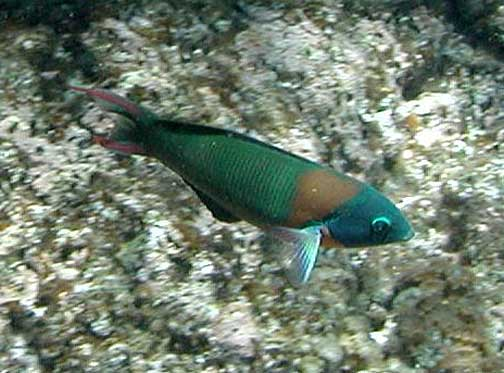
Thalassoma duperrey

Thalassoma duperrey (Quoy & Gaimard, 1824) è un pesce d'acqua salata appartenente alla famiglia Labridae.

## Habitat e Distribuzione
Proviene dall'oceano Pacifico centrale, in particolare dall'atollo di Johnston e dalle Hawaii. Vive nelle barriere coralline, specialmente lungo le coste rocciose. Non è una specie migratrice e vive a profondità intorno ai 21 m.

## Descrizione
Il corpo è compresso ai lati ed allungato. La livrea è prevalentemente verdastra o bluastra, tranne che l'area subito dietro la testa, dove c'è un'ampia macchia rossa od arancione. La pinna caudale è a forma di delta, verde con gli estremi rossi allungati. La pinna dorsale e la pinna anale sono lunghe e basse, e possono presentare sfumature rosse. La testa in genere è bluastra. Di solito è poco più corto di 30 cm.
 Sono stati documentati casi di ibridazione con Thalassoma lutescens.

## Biologia

### Comportamento
A volte gli esemplari di questa specie, sia giovani che adulti, si nutrono dei parassiti esterni presenti sulla pelle di altri pesci, agendo così come "pulitori".

### Alimentazione
La dieta è molto varia: si nutre di molluschi bivalvi e gasteropodi, crostacei granchi, copepodi, anfipodi, isopodi (Gammaridea, Paguridae, Calanoida, Caprellidae, Cyclopoida) vermi policheti e Sipuncula, echinodermi come ricci di mare e ofiure. Occasionalmente può includere coralli duri, foraminiferi, alghe e uova di altri pesci.

### Riproduzione
Questo pesce è oviparo, e la riproduzione avviene in coppia o in gruppo. È ermafrodita, e gli esemplari più grossi sono maschi. Una femmina impiega dalle 8 alle 12 settimane per cambiare sesso.

## Acquariofilia
La cattura di questo pesce per l'allevamento come pesce d'acquario è ancora poco diffusa.